# Friggesby
Friggesby är en by vid Porkalavägen i Kyrkslätt i Nyland i Finland. 

## Friggesby byskola
Friggesby skola grundades 1891. Den ursprungliga byskolan låg i byn Häggesböle, en bybo donerades en tomt i Friggesby till kommunen för att bygga byskolan. Skolhuset är ett gammalt gult trähus med 2 klassrum, en matsal, ett kök, en skulpturhall, ett gym och ett lärarrum. I den nedre gården finns en idrottsplats som fungerar som en gemensam samlingsplats för byborna, där spelas fotboll på sommaren och skridskoåkning på vintern. När kommunen meddelade att skolan skulle läggas ner arrangerade byborna protester mot det. Friggesby byskola stängdes 2016.

## Friggesby flygplats
Friggesby tillhör Porkalaområdet vilket arrenderades som marin- och militärbas av Sovjetunionen 1944 som en del av vapenstilleståndsfördraget 19 september 1944 i Moskva efter fortsättningskriget. Tidsperioden då området var utarrenderat till Sovjetunionen kallas Porkalaparentesen. Sovjet byggde 1954 en flygplats vid Porkala-basen nära byn Friggesby. Flygplatsen var avsedd för reaplan och banan användes bland annat av MiG-15 jaktskvadroner. Flygbanan var 2200 meter lång och var täckt med stålplattor och en permanent beläggning.
Flygplatsen var bara i bruk ett tag, eftersom Sovjetunionen redan överlämnade områdena tillbaka till Finland den 26 januari 1956 som en del i den allmänna avspänningen mellan Sovjetunionen och Finland. Enligt avtalet skulle arrendet löpa i 50 år till 1994.
I dag finns det kvar 33 betongskydd och 7 sandväggar på fältets kanter. Det finns också en sprängd tegelbyggnad och en stor brunn mitt i fältet.